# 화원고등학교 (전남)
화원고등학교(花源高等學校)는 대한민국 전라남도 해남군 화원면 신덕리에 있는 사립 고등학교이다.

## 학교 연혁
- 1969년 3월 1일 : 화원농업고등학교 개교
- 1972년 12월 21일 : 화원종합고등학교 변경 인가
- 1973년 9월 28일 : 화원고등학교 변경 인가
- 2022년 12월 2일 : 제4대 홍석융 이사장 취임
- 2023년 3월 1일 : 제14대 조병준 교장 부임
- 2025년 1월 10일 : 제54회 41명 졸업 (총 졸업생수 3,158명)

## 참고 자료
- 화원고등학교 - 한국교육학술정보원 학교알리미